# François Garbit
François Jean Marie Garbit, né le 22 février 1910 à Marseille et mort le 7 décembre 1941 à Damas, est un officier de l'armée français, un résistant et un compagnon de la Libération.

## Biographie
Fils du général Louis Garbit, il est élève de l'externat Saint-Joseph à Lyon et à l'externat des Pères jésuites. Également CP à la patrouille des Cigognes de la troupe Scouts de France 1re Lyon, il se lie d'amitié avec Henri Grouès, futur abbé Pierre.
Saint-cyrien (promotion Mangin), il opte pour l'infanterie coloniale. Affecté au 4e régiment de tirailleurs sénégalais à Toulon, il part en 1932 en Mauritanie, où il prend le commandement du poste de Nouakchott. Promu lieutenant, il est affecté au poste de Fort-Gouraud lors de sa construction. Ayant rejoint le groupe nomade d'Idjil, il se consacre à des travaux topographiques et à la première étude géographique de la Kedia d'Idjil, avant de participer, en avril 1934, à la première liaison des troupes des confins algéro-marocains avec celles de Mauritanie.
Après un passage au Service géographique de l'armée, à Paris, il prend le commandement du groupe nomade de l'Ennedi, au Tchad, en 1936.
Promu capitaine en septembre 1939, il est affecté à un détachement de renfort pour la France. En mars 1940, son unité est dirigée sur Brazzaville puis Pointe-Noire. Toutefois, l'armistice franco-allemand du 22 juin le surprend avant son embarquement. Rallié au général de Gaulle, il prend le commandement de la 2e compagnie du 3e bataillon de marche (BM 3) au Tchad. Il se distingue à Kub-Kub (20 février 1941) et à Keren (26 mars 1941) durant la campagne d’Érythrée contre les Italiens. Le 8 juin 1941, il est grièvement blessé par balle à l'épaule et à la jambe, lors d'opérations en Syrie. Au terme de sa convalescence, il rejoint son bataillon dans le djebel el-Druze, où il réalise des missions de contact avec la population locale, sous le commandement du général Monclar.
Touché par la fièvre typhoïde, il est envoyé à l'hôpital de Damas, où il meurt le 7 décembre suivant.
Ses restes reposent au cimetière de Mornant, d'où sa famille est originaire, depuis le 24 octobre 1954.

## Décorations
- Chevalier de la Légion d'honneur à titre posthume
- Compagnon de la Libération par décret du 23 juin 1941[1]
- Croix de guerre 1939–1945, palme de bronze
- Médaille coloniale avec agrafe « Sahara »
- Médaille commémorative française de la guerre 1939–1945

## Publications
- Horrificques Chroniques de l’Ost du pays de Tchad en la guerre de Érythrée, contées par messire François Barberousse, grand rêveur de songes-creux et abstracteur de quinte-essence, Tel Aviv, imprimerie « Hapoel Hazair », 1941, 24 p. (lire en ligne)
- Un témoignage, Le Caire, La Revue du Caire, 1942 (lire en ligne) [2e éd. 1943]
- Vers le plus grand amour : Lettres de François Garbit, Namur, Éditions du Soleil Levant, 1962, 178 p., préface de l’abbé Pierre
- Carnets de route d'un méhariste du Tchad, Saint-Maur des Fossés, Éditions Sépia, 1997, 196 p., présentation de Jean d'Arbaumont
- Dernières lettres d'Afrique et du Levant (1940-1941), Saint-Maur des Fossés, Éditions Sépia, 1999, 166-XII p., présentation de Jean d’Arbaumont